# Chionaema cara
Chionaema cara är en fjärilsart som beskrevs av Kishida 1991. Chionaema cara ingår i släktet Chionaema och familjen björnspinnare. Inga underarter finns listade i Catalogue of Life.